# Leirvík
Leirvík (duń. Lervig) − miasto na Wyspach Owczych, terytorium zależnym Królestwa Danii. Zamieszkuje je obecnie (I 2015 r.) 896 osób. Administracyjnie wchodzi w skład gminy Eysturkommuna, powstałej w 2009 roku w wyniku złączenia Leirvíkar kommuna oraz Gøtu kommuna.

## Położenie

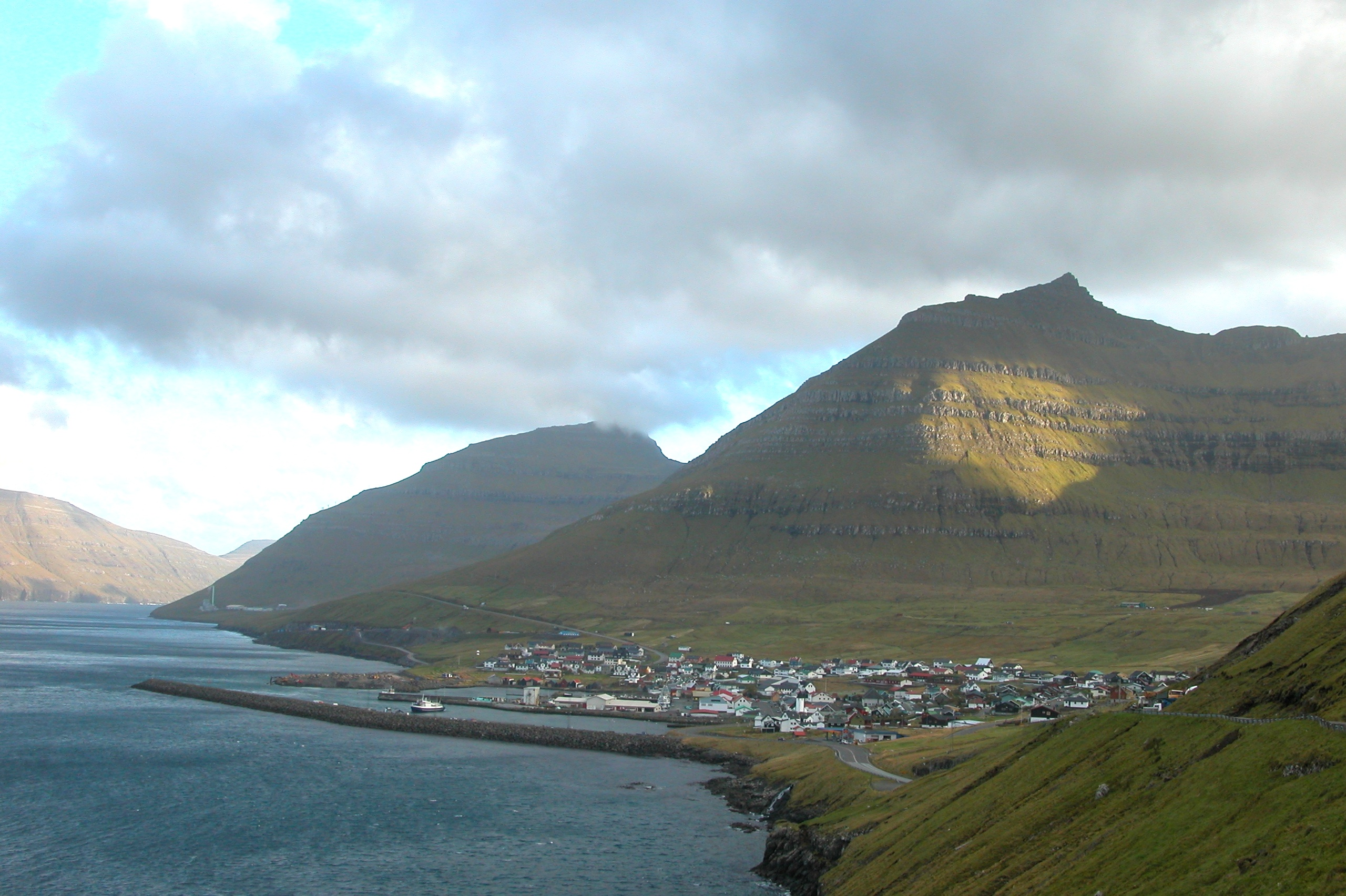
Leirvík w porze letniej

Leirvík znajduje się w centralnej części wschodniego wybrzeża wyspy Eysturoy. Miejscowość ta od strony południowej, zachodniej po północno-zachodnią otoczona jest przez wzgórza. Są to: Gøtunestindur (625 m n.p.m.) od strony południowej, Sigatindur (612 m n.p.m.) od strony południowo-zachodniej i najwyższy Ritafjall (641 m n.p.m.) od strony północno-zachodniej. Leirvík został umiejscowiony w pobliżu miejsca, gdzie wody cieśniny Djúpini wlewają się do cieśniny-fiordu Leirvíksfjørður. Po drugiej stronie znajdują się wyspy Kalsoy oraz Borðoy. Najbliższa miejscowość, Norðragøta, oddalona jest 5 km od Leirvíku. Znajduje się ona za górami na zachodzie.

## Informacje ogólne

### Populacja
Znaczną część populacji Leirvíku stanowią Farerczycy, rdzenna ludność Wysp Owczych, posiadająca odrębną tożsamość kulturową oraz język. 1 stycznia 2015 miejscowość tę zamieszkiwało 896 mieszkańców. Jest to więc 11. największa miejscowość na Wyspach Owczych i druga na Eysturoy (za Fuglafjørður). Liczba ludności w Leirvíku silnie się waha od roku 1985. W drugiej połowie lat 80. XX wieku obserwowano szybki wzrost populacji, z 790 (1985 r.) do 863 mieszkańców w roku 1990. Później jednak liczba ludności zaczęła stopniowo maleć, co miało związek z kryzysem ekonomicznym, jaki nawiedził wówczas Wyspy Owcze. Po kilku latach sytuacja zaczęła się poprawiać, a wraz z nią wzrastała populacja miejscowości na archipelagu, w tym także Leirvíku - z 740 ludzi w roku 1996 do 883 w roku 2004. Później liczba ludności zaczęła się wahać w kolejnych latach, od 853 w roku 2005 do 896 w roku 2015. Od roku 2003 można mówić o ustabilizowaniu się liczby mieszkańców w przedziale od 850 do 900.

### Struktura wiekowa
Społeczeństwo Leirvíku określić można, jako młode. Najliczniejszą grupą są dzieci do lat dziesięciu (127 osób), a kolejną młodzież w wieku 10-19 lat - 125 (razem stanowią 28,9% społeczeństwa) oraz osoby w wieku 30-39 lat (125 osób). Bardzo niewiele jest osób starszych niż 90 lat - jedynie cztery płci żeńskiej.

### Feminizacja ludności
Mężczyźni liczebnie przeważają nad kobietami w Leirvíku. Współczynnik feminizacji w tej miejscowości wynosi ok. 90 kobiet na 100 mężczyzn.

### Transport
Leirvík znajduje się na trasie drogi nr 70 łączącej wyspę Eysturoy, z archipelagiem Norðoyar. Z miejscowości obecnie prowadzą dwa tunele - jeden do Norðragøta, a drugi, podwodny do Klaksvíku. Nim wybudowano tunel do pierwszej z tych miejscowości, korzystano z drogi objazdowej, wokół gór, natomiast nim powstał drugi z tuneli pomiędzy wyspami kursował prom.
Przez miejscowość przebiegają trasy dwóch linii autobusowej komunikacji publicznej Bygdaleiðir. Linia nr 400 jest jedną z najważniejszych na archipelagu. Łączy ona jego stolicę, Tórshavn, z drugim co do wielkości miastem, Klaksvíkiem, przecinając po drodze miejscowości Kollafjørður, Oyrarbakki, Skálabotnur, Søldarfjørður, Gøta oraz Leirvík. W dni powszednie autobusy tej linii kursują kilkanaście razy dziennie. Autobusy linii 410 pojawiają się w Leirvíku rzadziej. Pokonują one trasę z Klaksvíku przez Leirvík, Gøta i Kambsdalur, kończąc na Fuglafjørðurze.

### Sport
Jedną z najpowszechniejszych dyscyplin sportowych na Wyspach Owczych jest piłka nożna. W Leirvíku, od 1 grudnia 1928 roku działał klub piłkarski LÍF Leirvík. Niemal przez osiemdziesiąt lat reprezentował on tę miejscowość w rozgrywkach ligowych. Swą działalność zakończył w listopadzie 2007 roku, kiedy nastąpiła jego fuzja z GÍ Gøta, w wyniku czego powstał Víkingur Gøta. Od tej pory boisko w Leirvíku służy głównie celom treningowym, grają na nim także składy rezerwowe nowego klubu. Głównym stadionem Víkingur Gøta jest Serpugerð w Norðragøcie.
Prócz piłkarskiego istnieje w miejscowości także klub pływacki Svimjifelagið Reki. Został on założony w roku 1982.

## Historia
Prowadzone w rejonie miejscowości badania archeologiczne potwierdziły, że rejon ten był zamieszkiwany już w czasach wikingów - znalezione wykopaliska pochodzą z X wieku. Nieopodal przystani promowej, w miejscu zwanym Toftanes, odnaleziono liczne pozostałości po budowlach mieszkalnych i gospodarczych, a także ozdoby, zabawki oraz wiele innych przedmiotów. Już w tamtych czasach z Leirvíku biegł stary górski szlak, oznakowany kamiennymi kopcami, do Norðragøty, którym przemieszczać można się pieszo do dziś.
Mówi się, że podczas epidemii czarnej śmierci (1349) w Leirvíku zmarli wszyscy mieszkańcy prócz jednej dziewczynki.
Z wioski wychodzą dwa tunele. Pierwszy z nich, wybudowany w roku 1985, mierzy 2 300 m długości i prowadzi pod górami do sąsiedniej miejscowości Norðragøta. Drugi, zwany Norðoyatunnilin, wydrążony został pod wodami cieśniny Leirvíksfjørður do miasta Klaksvík na wyspie Borðoy. Otwarto go w roku 2006, a jego długość wynosi 6 300 m.

## Turystyka

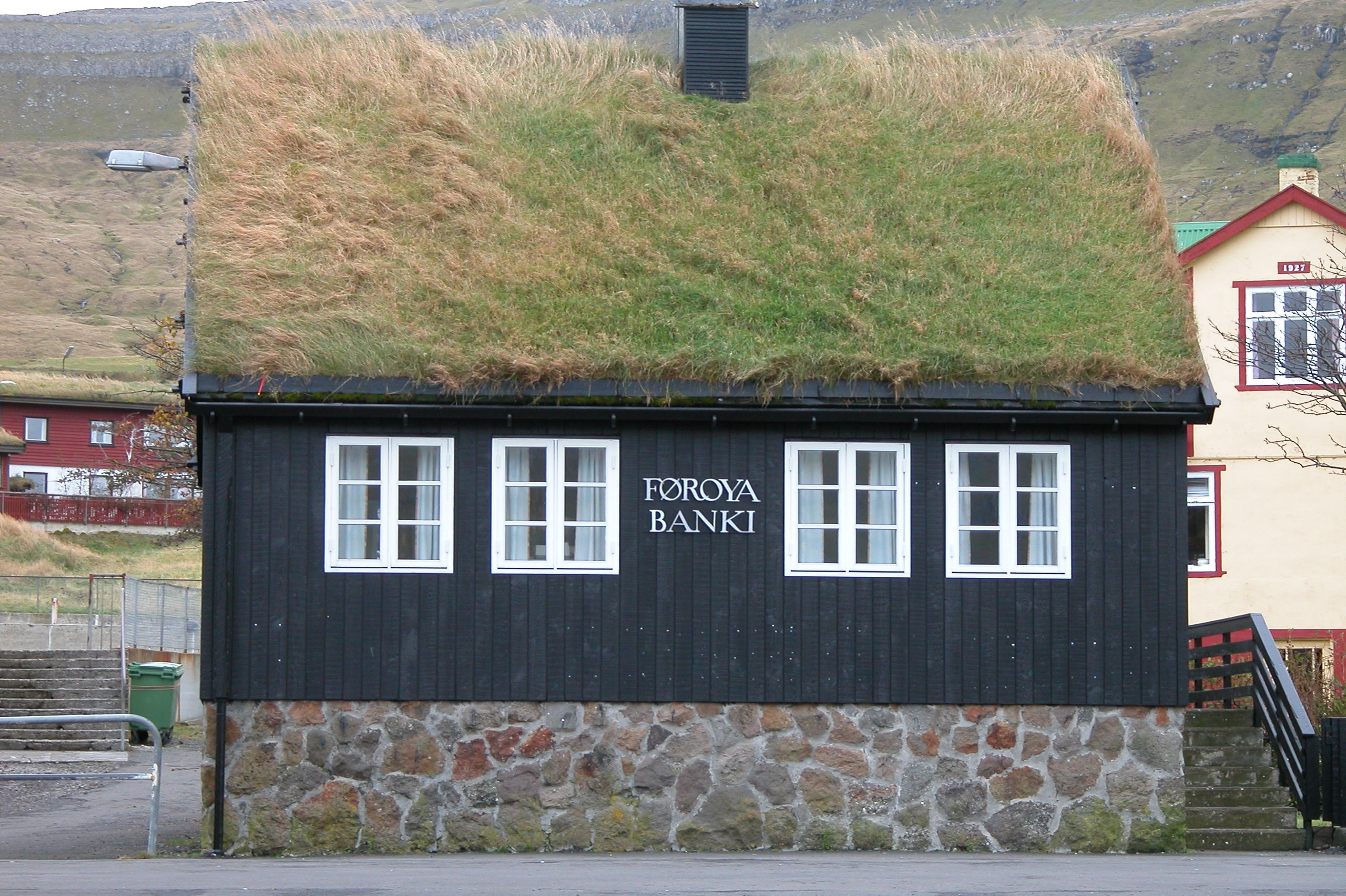
Filia Føroya Banki w Leirvíku

Muzeum Málninga-og Bátasavnið jest jedynym muzeum w miejscowości. Mieści się ono w budynku powstałym w roku 1951, używanym do lat 80. XX wieku, jako miejsce gdzie solono i suszono ryby. W 1986 wykupiła go firma zajmująca się poławianiem ryb, która postanowiła wykorzystać pierwsze piętro, jako miejsce przechowywania sprzętu niezbędnego do połowów, a drugie, jako biuro. Kilka lat później budynku zaprzestano wykorzystywać. W roku 2000 zorganizowano na drugim piętrze wystawę, a jeszcze w tym samym roku pojawił się pomysł założenia muzeum łodzi. Uczyniono to kilka miesięcy później, w listopadzie. Muzeum zajmuje się dokumentacją historii żeglugi w regionie. Wystawiane są tam też prace artystyczne. Eksponatami w muzeum są między innymi tradycyjne, farerskie łodzie wiosłowe, z których najstarszą wybudowano na przełomie lat 1916/17.
Postanowienie o budowie kościoła w Leirvíku powstało w roku 1901. Skutkiem tej decyzji, było wybudowanie w 1906 roku nowej świątyni. Dzięki temu lokalna parafia uniezależniła się od parafii w Fuglafjørður. Budynek przeszedł w 1970 roku gruntowny remont.
W miejscowości znajduje się także niewielki park założony w latach 70. XX wieku o powierzchni 0,76 ha.
W Leirvíku znajduje się stacja benzynowa, punkty gastronomiczne oraz filia banku Føroya Banki.

## Urodzeni w Leirvíku

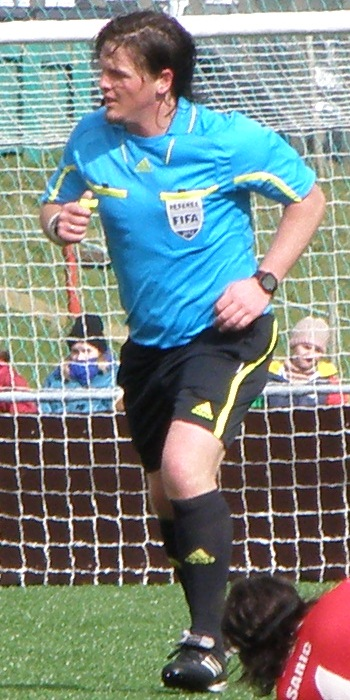
Petur Reinert na stadionie Við Stóra w Tvøroyri (2012)

- Jákup Frederik Øregaard - polityk, lider Partii Socjaldemokratycznej (Javnaðarflokkurin) w 1969–1972[13]. Urodził się 29 czerwca 1906 roku[14]. Pełnił ważne funkcje w farerskim parlamencie, zwanym Løgting, w którego skład wchodził nieprzerwanie w latach 1940–1978[14]. Zmarł w pobliskiej miejscowości Norðragøta 6 marca 1980 roku[14].
- Hans Fróði Hansen - emerytowany piłkarz, obrońca, później trener[15]. Urodził się 25 sierpnia 1975 roku[16]. Karierę piłkarską rozpoczął w 1991, jako zawodnik LÍF Leirvík[16]. W swej karierze występował, poza klubami farerskimi, w norweskim Sogndal IL, a także islandzkich Fram oraz Breiðablik[15]. W roku 2006 trenował LÍF Leirvík[15].
- Petur Reinert - od 2007 roku międzynarodowy sędzia piłkarski[17]. Urodził się 28 lutego 1978[17]. Sędziował między innymi spotkanie eliminacyjne do Mistrzostw Europy 2012 rozegrane między reprezentacjami Mołdawii oraz San Marino, a także liczne mecze rozgrywane w ramach eliminacji Mistrzostw Europy U-21 i U-17. Od 1996 roku jest aktywnym sędzią krajowym[18].

Z Leirvíkiem związana jest także osoba Høgniego Lisberga, urodzonego 7 czerwca 1982 roku w Tórshavn. Muzyk ten, wraz ze swymi dwiema siostrami, dorastał i wychował się w Leirvík.